# 장안초등학교 (전북)
장안초등학교는 대한민국 전라북도 장수군 계남면 장안산로 315-5 (궁양리)에 있었던 초등학교이다.

## 연혁
- 1936년 5월 1일 계남공립보통학교 부설 장안간이학교 개교(설립인가 3월 31일)
- 1944년 4월 1일 장곡공립국민학교 승격
- 1954년 11월 4일 장안국민학교로 개명
- 1984년 3월 6일 병설유치원 개원
- 1996년 3월 1일 장안초등학교로 개칭
- 1999년 9월 1일 폐교 (계남초등학교에 병합)